# 호도시

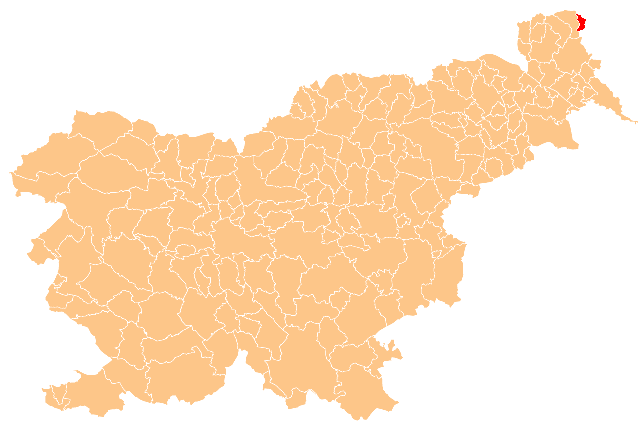
호도시의 위치

호도시(슬로베니아어: Hodoš, 헝가리어: Hodos / Őrihodos 호도시 / 외리호도시[*], 독일어: Hodosch 호도슈[*])는 슬로베니아의 도시로 면적은 18.1km2, 높이는 209m, 인구는 356명(2002년 기준), 인구 밀도는 19.7명/km2이다.